# Іваньшевці-об-Щавниці
Іваньшевці-об-Щавниці (словен. Ivanjševci ob Ščavnici) — поселення в общині Горня Радгона, Помурський регіон, Словенія. Висота над рівнем моря: 216,3 м.